# Guidoval
Guidoval är en kommun i Brasilien.   Den ligger i delstaten Minas Gerais, i den sydöstra delen av landet, 800 km sydost om huvudstaden Brasília. Antalet invånare är 7 210.
Omgivningarna runt Guidoval är huvudsakligen savann. Runt Guidoval är det glesbefolkat, med 14 invånare per kvadratkilometer.